# Władysława Nagórka
Władysława Nagórka z domu Lech (ur. 1 września 1895 w Kępie Nadbrzeskiej, zm. 16 maja 1981 w Warszawie) – Polka, która podczas okupacji niemieckiej ukrywała Żyda z otwockiego getta Benjamina Krochmalika. Odznaczona medalem Virtus et Fraternitas.

## Życiorys
Władysława Nagórka urodziła się 1 września 1895 r. w Kępie Nadbrzeskiej jako córka Wojciecha i Barbary Lechów. Mieszkała w Otwocku i była gospodynią domową. Od 1942 r. do zakończenia działań wojennych wspólnie z mężem Antonim Nagórką ukrywała w piwnicy domu w Otwocku przy ul. Łowieckiej 38 Benjamina Krochmalika (Krochmalnika), Żyda, który uciekł z otwockiego getta. W uznaniu swoich zasług 19 czerwca 2019 r. została wspólnie z małżonkiem Antonim odznaczona medalem Virtus et Fraternitas. Władysława Nagórka zmarła 16 maja 1981 r. w Warszawie.